# Distrito de Sondorillo
Sondorillo es un distrito peruano situado en la provincia de Huancabamba, departamento de Piura, en el norte del Perú. Según el censo de 2017, tenía una población de 10 162 habitantes.
Desde el punto de vista de la jerarquía de la Iglesia católica, forma parte de la diócesis de Chulucanas.

## Historia
Fue creado mediante ley del 27 de marzo de 1935, en el gobierno de Oscar R. Benavides.

## Geografía
El distrito ocupa un área de 226.09 km². 
La capital del distrito es Sondorillo, situada a una altitud de 1888 metros sobre el nivel del mar. Dentro de sus caseríos se encuentran La Lacte, Lanche, Mitupampa y Shanga.

## Autoridades

### Municipales
- 2023 - 2026[4]
  - Alcalde: Luis Armando Ludeña Gálvez
  - Regidores: Cresencio Manchay Mijahuanca, Marleni Facundo Rivera, Pedro Jesús Paico Lizana, Rosalía Silva Santos, Marino Esteban Manchay García
- 2019-2022[5]
  - Alcalde: Edwin Fidel Gálvez García
  - Regidores: Luis Guillermo Melendres Agurto, Catalina Ramos Manchay, Facundo Choquehuanco Orlando, Eleodoro Santos Huaman Huancay, Isaac Mujahuanca Cruz
- 2015-2018[6]
  - Alcalde: Víctor Yajahuanca Huancas, del Movimiento Afirmación Social (MAS).
  - Regidores: Carmen Magdalena Mijahuanca Minga (MAS), Orlando Santos Jaramillo (MAS), Gregorio Santos Facundo (MAS), Santos Fermín Huamán Farceque (MAS), Orlando Facundo López (Somos Perú).
- 2011-2014[7]
  - Alcalde: Julio Armando García Velásquez, del Partido Democrático Somos Perú (SP).
  - Regidores: Pedro Hernando Labán Peña (SP), Santos Felipe Sembrera Tocto (SP), Santos Enrique Minga Cruz (SP), Olinda Silva Garcia (SP), Rodil Alex Velasquez Peña (Frente Amplio Campesino Urbano).[8]
- 2007-2010
  - Alcalde: Pedro Miguel Ludeña Ocaña.

1990-1994
Alcalde: Adan Guzman Jimenez Ocaña
Partido: Acción Popular

### Religiosas
- Diócesis de Chulucanas[9]
  - Obispo: Mons. Daniel Thomas Turley Murphy (OSA).[10]
- Parroquia
  - Párroco: Pbro. Justo Panta

## Festividades
- Señor Cautivo.
- Niño Dios.